# Trichomanes bauerianum
Trichomanes bauerianum là một loài dương xỉ trong họ Hymenophyllaceae. Loài này được Endl. mô tả khoa học đầu tiên năm 1833.